# Фрутіген
Фрутіген (нім. Frutigen) — громада  в Швейцарії в кантоні Берн, адміністративний округ Фрутіген-Нідерзімменталь.

## Географія
Громада розташована на відстані близько 45 км на південь від Берна.
Фрутіген має площу 72,3 км², з яких на 4,6% дозволяється будівництво (житлове та будівництво доріг), 53,3% використовуються в сільськогосподарських цілях, 26,4% зайнято лісами, 15,8% не є продуктивними (річки, льодовики або гори).

## Демографія
2019 року в громаді мешкало 6940 осіб (+3,3% порівняно з 2010 роком), іноземців було 7,8%. Густота населення становила 96 осіб/км².
За віковим діапазоном населення розподілялося таким чином: 21,7% — особи молодші 20 років, 57,3% — особи у віці 20—64 років, 21% — особи у віці 65 років та старші. Було 2982 помешкань (у середньому 2,3 особи в помешканні).
Із загальної кількості 4348 працюючих 579 було зайнято в первинному секторі, 1400 — в обробній промисловості, 2369 — у галузі послуг.